# 私の一冊
『私の一冊』（わたしのいっさつ）は、2022年10月4日から火曜日22：58-23:06にテレビ愛知で放送されているミニ番組・教養番組である。

## 概要
中部財界のトップやトップ経験者に影響を受けた本を紹介するミニ番組

## 放送時間
いずれも日本標準時。
- 火曜 22:58 - 23:06 （2022年10月4日 - )

## 配信
- Locipo
- YouTube
- GYAO!

## 出演者
- 中部財界のトップ功労者
- テレビ愛知アナウンサー、（ナレーション）